# 3209 Buchwald
3209 Buchwald este un asteroid din centura principală, descoperit pe 24 ianuarie 1982 de Edward Bowell.